# Mesochorus pharaonis
Mesochorus pharaonis är en stekelart som beskrevs av Schwenke 1999. Mesochorus pharaonis ingår i släktet Mesochorus och familjen brokparasitsteklar. Inga underarter finns listade i Catalogue of Life.